# Lauperswil
Lauperswil (toponimo tedesco) è un comune svizzero di 2 629 abitanti del Canton Berna, nella regione dell'Emmental-Alta Argovia (circondario dell'Emmental).

## Storia
Dal suo territorio nel 1852 fu scorporata l'exclave di Innerer Lauperswilviertel (dal 1867 chiamata Trubschachen), divenuta comune autonomo; nel 1889 la località di Wittenbach, fino ad allora frazione di Rüderswil, fu assegnata a Lauperswil.

### Simboli
Lo stemma è stato creato nel 1922. Il leone è ripreso dal blasone della famiglia Swaro, primi signori di Lauperswil; il vomere dell'aratro rappresenta i contadini che nel 1690 acquisirono  il villaggio.

## Monumenti e luoghi d'interesse

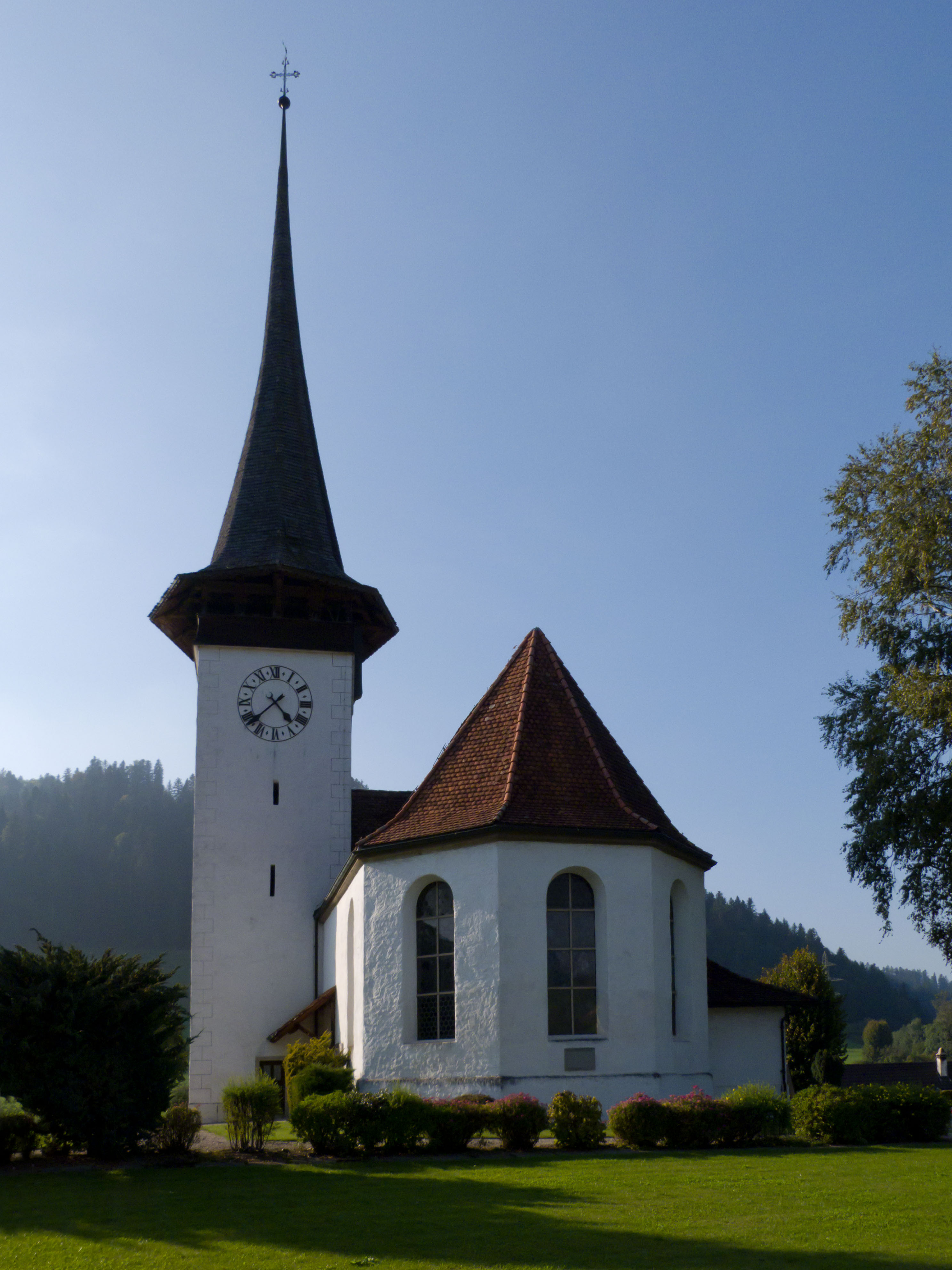
La chiesa riformata

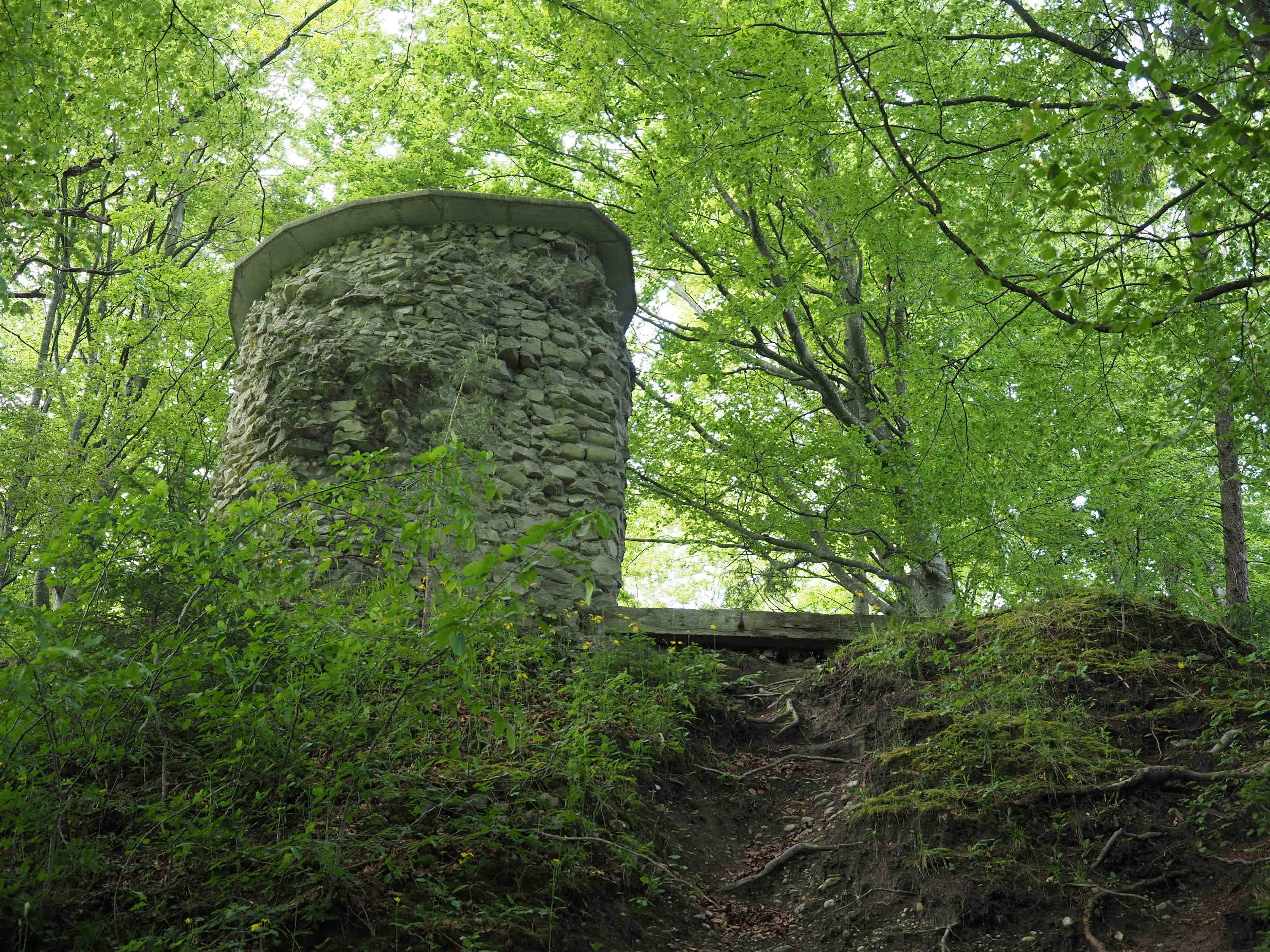
Le rovine del castello di Wartenstein

- Chiesa riformata, attestata dal 1275 e ricostruita nel 1518-1519[2];
- Rovine del castello di Wartenstein, eretto nel Basso Medioevo[2].

## Società

### Evoluzione demografica
L'evoluzione demografica è riportata nella seguente tabella:
Abitanti censiti

## Geografia antropica

### Frazioni e quartieri
- Bomatt
- Ebnit
- Emmenmatt
- Längenbach
- Mungnau
- Obermatt
- Wittenbach
- Zollbrück

## Infrastrutture e trasporti

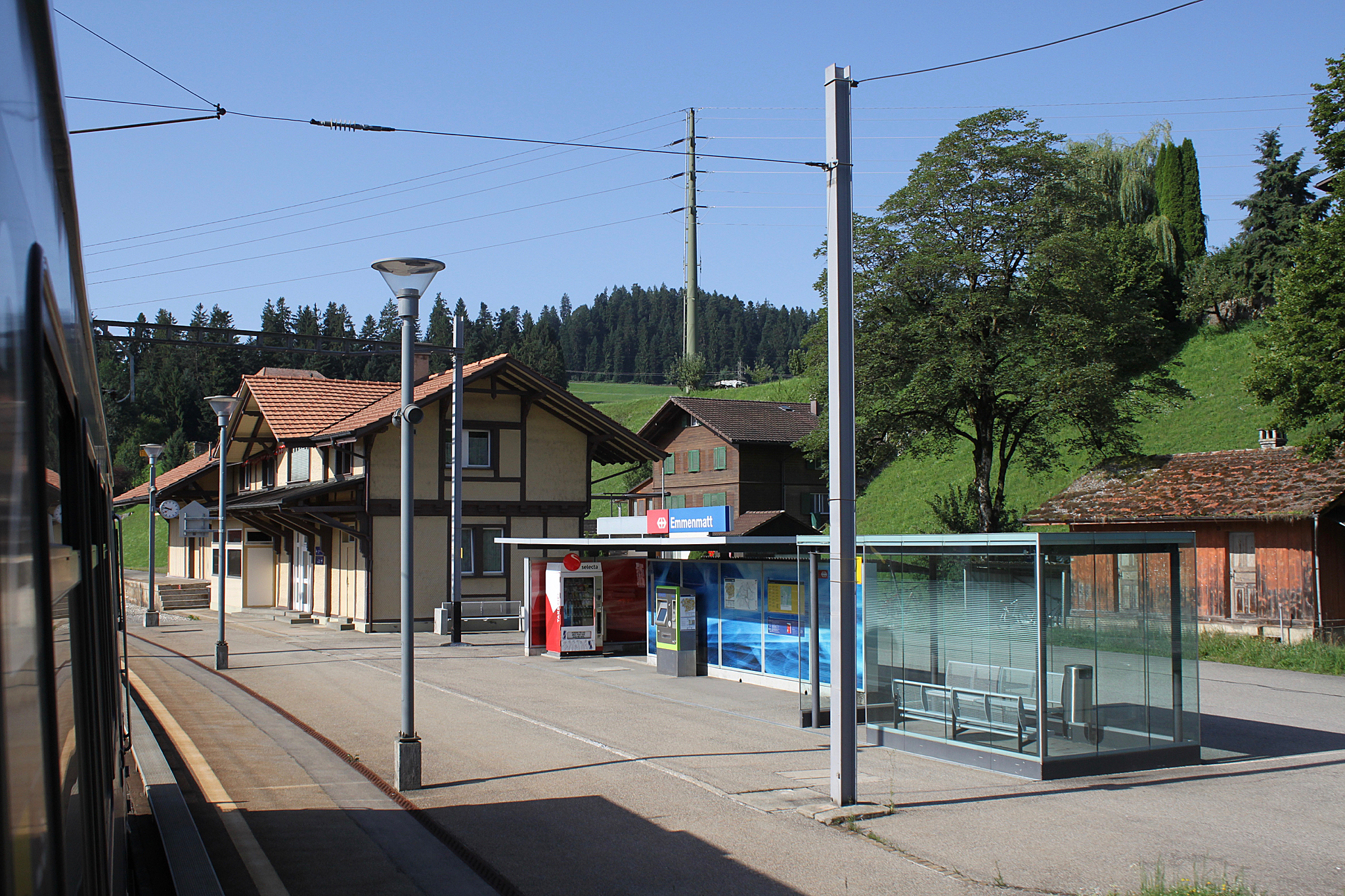
La stazione di Emmenmatt

Lauperswil è servito dalle ferrovie Berna-Lucerna (stazioni di Emmenmatt e di Obermatt) ed Emmentalbahn (stazioni di Neumühle e di Obermatt).

## Amministrazione
Ogni famiglia originaria del luogo fa parte del cosiddetto comune patriziale e ha la responsabilità della manutenzione di ogni bene ricadente all'interno dei confini del comune.